# Fredrik Peter Brandt
Fredrik Peter Brandt (født 24. juli 1825 i Åmli, død 2. maj 1891) var en norsk retshistoriker.
Brandt tog juridisk eksamen 1846 og knyttedes 1849 til Kristiania Universitet som universitetsstipendiat. 1862 udnævntes han til lektor (1866 befordret til professor) i lovkyndighed. 1856—58 foretog han en studierejse til udlandet, hvorunder han navnlig opholdt sig i Bonn og København. Efterårssemestret 1867 holdt han i Uppsala efter indbydelse en række forelæsninger over norsk ret, særlig civilprocessen. Ved universitetsjubilæet i München 1872 kreeredes han for sine fortjenester af norsk og germansk retshistorie til æresdoktor. Efter en flerårig svaghedstilstand søgte han 1890 afsked fra sit embede.
Sin videnskabelige produktion begyndte Brandt 1850 med en særskilt trykt afhandling over odels- og åsædesretten; 1851 fik han den såkaldte kronprinsens guldmedalje for en prisafhandling, Fremstilling af de Forandringer, som Norges dømmende Institutioner i den ældre Tid har undergaaet ("Norsk Tidsskrift for Videnskab og Litteratur", 5. bind). I anledning af en akademisk konkurrence afholdt han 1852 prøveforelæsninger, hvoraf den betydeligste angik De ældste norske og danske Loves Bestemmelser om Formuesforholdet mellem Ægtefolk (trykt sammesteds, 7. bind). Også ved en senere konkurrence valgte han for en prøveforelæsning et retshistorisk emne, Om foreløbige Retsmidler i den gamle norske Rettergang ("Ugeblad for Lovkyndighed", 2. bind, såvel som særskilt, 1862). 
I mellemtiden havde han 1853 udgivet en ganske kortfattet oversigt over de ældre norske retskilder, Grundrids af den norske Retshistorie, 1. Afsnit. Tillige forberedte han sammen med professor Hallager den fortrinlige udgave af Christian IV’s norske Lovbog af 1604, der 1855 udkom som universitetsprogram, og hvis oplysende fortale han forfattede. Som professor udgav han endelig sine Forelæsninger over den norske Retshistorie i 2 dele (1880—83). Dog omfatter dette hans hovedværk ikke statsrettens historie, hvoraf han kun har ladet trykke et enkelt kapitel, Den norske Krigsforfatning i Middelalderen (i "Militært Tidsskrift", 34. bind). Også under sin behandling af den moderne ret følte Brandt sig især hendraget til de emner, der mest umiddelbart bunder i historiske forhold. 
Hans andet større arbejde, Tingsretten, fremstillet efter den norske Lovgivning (1866—67, 2. oplag 1878), har derfor ligeledes sin hovedfortjeneste i redegørelsen for de historiske retsdannelser, ligesom hans meget benyttede præjudikatsamling, Repertorium for praktisk Lovkyndighed (bind 1—3, 1855—63), bidrog til at styrke den historisk-juridisk vurdering af sædvaneretten som retsstiftende element. Blandt hans mindre arbejder nævnes en af sagkyndige meget anerkendt afhandling, Om Søforsikring (1876, på tysk 1878), De fremmede Religionsbekenderes Retsstilling efter norsk Lov (i "Tidsskrift for den evangelisk-lutherske Kirke", 9. bind) og Statstjenernes Forhold til Konge og Stat (i "Nyt norsk Tidsskrift", 1884). 
Af lovgivningsarbejder har Brandt hovedandelen i det vanskelige og vigtige lovudkast af 1881, der gik over i Lov om Vasdragenes Benyttelse af 1. juli 1887. I politisk henseende indtog Brandt ingen meget fremskudt stilling, om han end inden sin udnævnelse til lektor havde deltaget adskillig i journalistikken. I det 1880—81 af det juridiske fakultet udarbejdede responsum angående det brændende spørgsmål om kongens veto i grundlovssager dissenterede han fra sine kolleger i henseende til motiveringen af vetoets også af ham anerkendte absolutte karakter.